# Therwil
Therwil es una comunidad local suiza del cantón de Basilea-Campiña con una población de 10133 habitantes (2023), situada en el distrito de Arlesheim.

## Geografía
La comuna limita al norte con la comuna de Oberwil, al este con Reinach, al sur con Aesch y Ettingen, y al oeste con Witterswil y Biel-Benken. Tiene un área de 763 Hectáreas de las cuales el 50% son tierras agrícolas, 26% bosque y 24% asentamientos.

## Educación
En Therwil aproximadamente 3.677 (43,6%) de la población ha completado la educación secundaria superior no obligatoria, y 1.563 (18,5%) ha completado la enseñanza superior adicional (universidad o Fachhochschule). De los 1.563 que completaron la educación terciaria, el 62,7% eran hombres suizos, el 25,0% eran mujeres suizas, el 7,4% eran hombres no suizos y el 5,0% eran mujeres no suizas.

## Deportes
El equipo local de Baseball los "Therwil Flyers" es el equipo de mayor éxito en Suiza con 13 ligas de NLA ganadas. También hay varios clubes deportivos en Therwil, incluido un club de fútbol, balonmano, voleibol, atletismo, tenis y bádminton.